# Xylophanes virescens
Xylophanes virescens är en fjärilsart som beskrevs av Butler 1875. Xylophanes virescens ingår i släktet Xylophanes och familjen svärmare. Inga underarter finns listade i Catalogue of Life.